# Abstract state machine
Nel campo dell'informatica il termine Abstract State Machine (letteralmente macchina a stati astratti) o ASM rappresenta un'estensione della macchina a stati finiti.
Una particolare teoria sull'utilizzo delle ASM per la specifica formale è stata sviluppata da Yuri Gurevich.